# Aspettando il sole
Albums de Neffa
Alla fine della notte
(2006) Sognando contromano
(2009)
Aspettando il sole (en français : En attendant le soleil) est une compilation du chanteur italien Neffa, sorti en 2007.

## Tracce

### CD
1. Aspettando il sole
2. La mia signorina
3. Prima di andare via
4. Alla fermata
5. Quando finisce così
6. Come mai
7. Sano e salvo
8. Lady
9. Ti perderò
10. Ragazzina illusa
11. Non tradire mai
12. Vento freddo
13. Navigherò la notte
14. In linea
15. Tutto può succedere
16. Gran finesse
17. Nella luce delle 06.00 (98 rmx)
18. Aspettando il sole (Neffa remix)

### DVD
1. Aspettando il sole
2. Non Tradire mai
3. Vento Freddo
4. La Mia Signorina
5. Sano e salvo
6. Come Mai
7. Lady
8. Prima di andare via
9. Quando finisce così
10. Alla fermata